# Hawala
Hawala (eller hundi) er et system til pengeoverførsel og kendes især fra Mellemøsten. Systemet er et netværk af uafhængige mæglere, såkaldte hawala-agenter eller hawaladars, der modtager og udbetaler penge til brugerne. Mellem de forskellige hawaladars fungerer systemet i høj grad ved tillid.
| Økonomi | Spire Denne artikel om økonomi er en spire som bør udbygges. Du er velkommen til at hjælpe Wikipedia ved at udvide den. |